# Reinheitsgebot

Reinheitsgebot (în traducere porunca purității berii) în vigoare în Germania din secolul al XX-lea, prevede că berea trebuie făcută din doar patru materii prime: apă, drojdie, malț și hamei. De asemenea, legea cuprinde diverse reguli și norme, din care unele sunt vechi de secole. Această lege este percepută parțial ca un bun al patrimoniului cultural german.

## Istoric

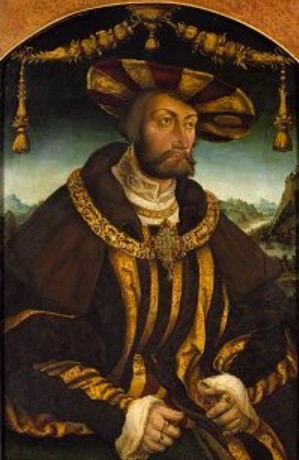
Wilhelm al IV-lea, Duce al Bavariei (1493–1550)

Termenul Reinheitsgebot apare menționat prima dată în procesul verbal al ședinței Parlamentului Bavariei din 4 martie 1918. Atunci un membru al parlamentului, Hans Rauch, a evidențiat ca tradiție un regulament datând din 1516 emisă în timpul cârmuirii ducelui Bavariei, Wilhelm al IV-lea. Potrivit lui Erich Stahleder, șeful Arhivelor de Stat Bavareze, noul regulament numit „Legea purității” îndeplinește o nouă funcție: „cea de promotoare într-o industrie care este din ce în ce mai dependentă de publicitate”. Noua denumire s-a impus în afara Bavariei abia în anii 1950, în timpul disputei despre așa-numita „bere dulce” (un tip de bere neagră). Ziarele bavareze, și nu numai, au relatat despre o serie de dispute ajunse în justiție, cauzate de creșterea importurilor de bere cu adaos de zahăr, din alte state federale în Bavaria unde acest adaos nu era permis. Invocând „legea bavareză a purității”, Asociația Berarilor din Bavaria și guvernul landului Bavaria au reușit interzicerea importului sub denumirea de „bere” a berii conținând zahăr.
La început s-a vorbit doar de o „lege a purității bavareze”. Acest lucru s-a schimbat în anii 1960 odată cu eforturile Comunității Economice Europene de a armoniza legislația privind producția de bere. Asociația Berarilor Germani, împreună cu reprezentanții guvernului german, s-au opus permiterii importului de bere din alte state membre ale Comunității Economice Europene, invocând o „lege a purității germană”. În special în anii 1980 acest lucru a fost promovat printr-o campanie extinsă dusă de industria berii și reportaje mass-media, berea străină fiind denumită „bere chimică”.
Începând din 1995 pe 23 aprilie se sărbătorește anual „Ziua Berii Germane” prin care industria germană a berii urmărește să reamintească oamenilor „Legea purității”. Această dată a fost aleasă pentru că pe 23 aprilie 1516 fusese emis regulamentul Ducatului de Bavaria care conținea un pasaj la care se face referire de obicei atunci când se vorbește despre legea purității:
„Wir wollen auch sonderlichen, das füran allenthalben in unnsern Steten, Märckten und auf dem Lannde, zu kainem Pier merer Stückh, dann allain Gersten, Hopffen unnd Wasser, genommen und gepraucht sollen werden.”
Totuși, adesea s-a făcut referire și la alte reglementări istorice pentru a sublinia o lungă tradiție a „Legii purității”. În unele cazuri, sunt folosite și alte expresii ca „Legea purității din München” sau „Weißenseer Puritätsgebot”.

## Reglementări privind fabricarea berii

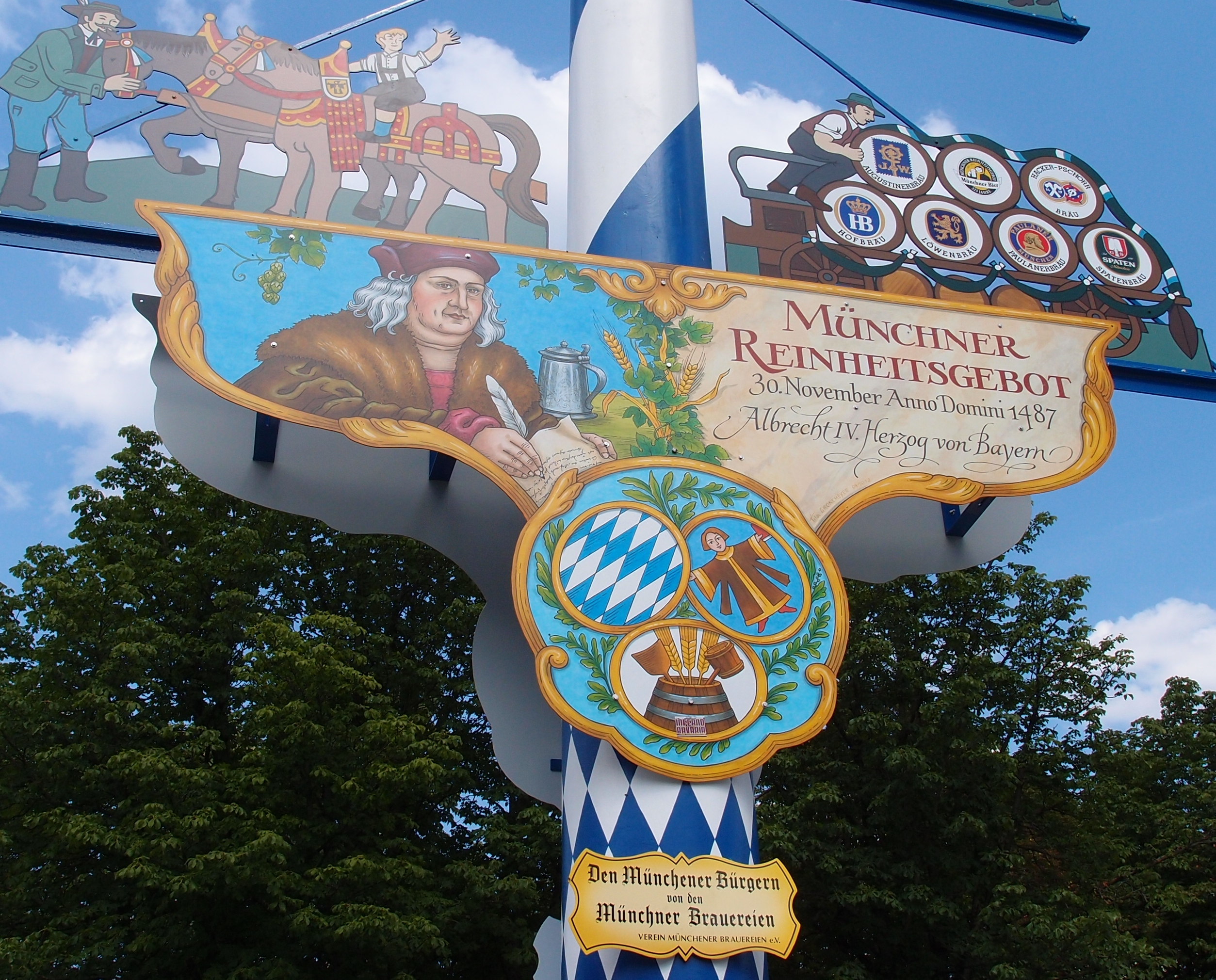
Comemorarea decretului emis de ducele Albert al IV-lea la 30 noiembrie 1487 (Viktualienmarkt în München)

Reglementările privind fabricarea berii, larg răspândite în Evul Mediu, erau emise de consiliile orașelor, bresle sau suverani. Multe dintre ele nu au supraviețuit. Următoarea listă cronologică conține doar reglementările care, din perspectiva actuală, sunt interpretate în spiritul Legii Purității. Totuși, majoritatea reglementărilor din Evul Mediu și din Epoca modernă timpurie privind fabricarea berii nu corespundeau ideii de astăzi despre legea purității.

### Augsburg

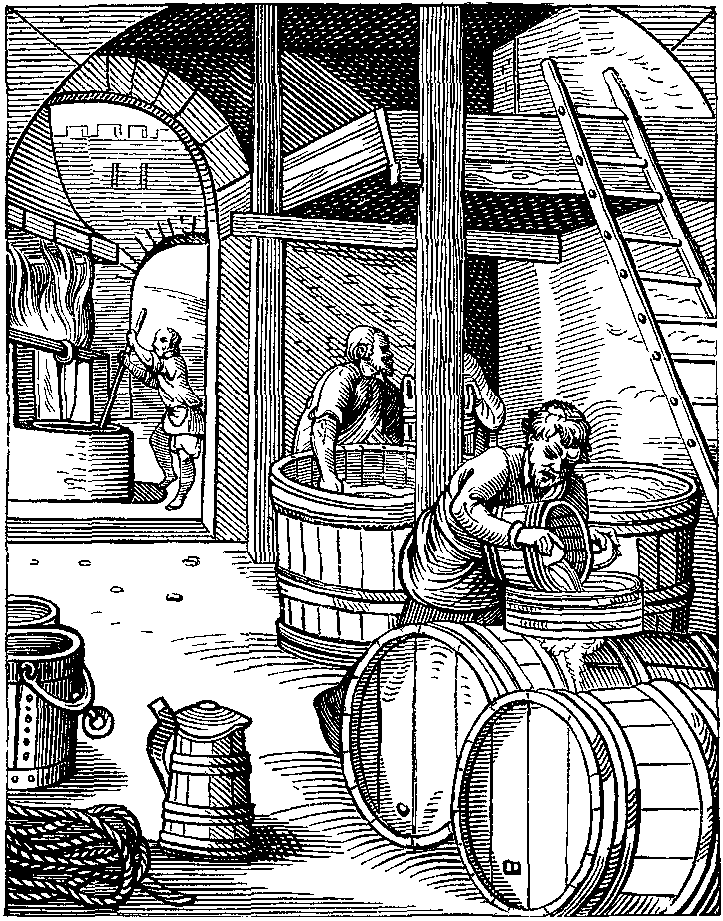
Fabricarea berii (secolul al XIV-lea)

Când Augsburg a primit statutul de oraș de la Frederic Barbarossa pe 21 iunie 1156, calitatea berii a fost menționată în documentul emis cu această ocazie. Un paragraf din Justitia Civitatis Augustensi, cel mai vechi document de acordare a privilegiilor unui oraș german, stipulează: „Dacă un vânzător de bere face bere proastă sau nu respectă măsura, trebuie să fie pedepsit...”

### Nürnberg
Datorită foametei, în 1303 consiliul orașului Nürnberg a decretat că numai orzul și niciun alt tip de cereale nu putea fi folosit la producerea berii, celelalte cereale fiind necesare pentru producerea pâinii. Această „poruncă a orzului” a fost preluată în multe decrete ulterioare și a dus la sfârșitul secolului al XV-lea la reglementarea strictă a rețetelor folosite, a tehnicilor de fabricare și a prețurilor berii, pecetluită de un jurământ. În 1579 așa-numitul „Realrecht” a stabilit în ce case era permisă fabricarea berii din motive de protecție împotriva incendiilor. Spre sfârșitul secolului al XVI-lea în Nürnberg, oraș cu aproximativ 40 000 de locuitori, existau 42 de fabrici de bere oficiale. Un „expert în bere” al orașului trebuia să verifice timpul de depozitare și respectarea criteriilor de calitate în procesul de fabricare a berii. Dacă acestea nu erau respectate, un ajutor de călău aplica o pedeapsă publică celui vinovat. În 1627 a fost menționată pedeapsa de aruncare publică a butoaielor de bere în râul Pegnitz. Datorită veniturilor importante obținute din taxa pe băuturi, importul de bere străină a fost timpuriu interzis și în 1672 a fost înființată o fabrică de bere municipală pentru a consolida monopolul. Acest regulament municipal de fabricare a berii a durat până la sfârșitul existenței orașului imperial liber Nürnberg, respectiv până la introducerea libertății comerciale în 1806.

### Eichstätt
Pe 25 noiembrie 1319 Philipp de Rathsamhausen, episcopul principatului Eichstätt, a adoptat o lege care permitea ca berea să fie fabricată doar din orz, hamei și apă.

### Weimar
O ordonanță a orașului Weimar din 1348 prevedea, printre altele, că niciun producător de bere nu trebuie să adauge în bere altceva decât malț și hamei.

### Renania
În unele orașe, în special în Renania, în secolul al XIV-lea hameiul era încă interzis a fi folosit la fabricarea berii. În 1381 arhiepiscopul de Köln, care deținea monopolul amestecului de plante sălbatice numite Grut folosit la conservarea berii, a interzis fabricarea și importul berii cu hamei.

### München
În 1363 în München doisprezece consilieri ai orașului au fost însărcinați cu supravegherea berii. În 1447 consiliul orașului a decretat că producătorii de bere din München nu puteau folosi decât orz, hamei și apă pentru producerea berii, adică aceleași ingrediente care au fost menționate în 1516 în reglementările statului bavarez. Pe 30 noiembrie 1487 ducele Albert al IV-lea de Bavaria a emis o normă cu același conținut, inițial pentru orașul München, aplicată ulterior în întreaga Bavarie Superioară. Pe lângă stabilirea prețurilor și precizarea ingredientelor permise la fabricare, legea prevedea și că berea trebuie controlată. Începând cu anii 1980 această decizie a lui Albert a fost denumită de fabricile de bere locale „Legea purității de la München”.

### Weißensee (Turingia)
Legea tavernelor din orașul Weißensee (Statuta thaberna - 1434) conține „reguli cuprinzătoare privind comportamentul în taverne” și fabricarea berii. Ingredientele pentru fabricarea berii erau limitate la apă, malț și hamei.

### Regensburg
În 1469 consiliul orășenesc din Regensburg a decretat că doar malțul din orz, hameiul și apa pot fi folosite la fabricarea berii.

### Bamberg
Pe 12 octombrie 1489 principele episcop Henric al III-lea a reînnoit odată cu legea fiscală din Bamberg, prevederile legale care stabileau că nimic înafară de malț, hamei și apă nu trebuie folosit la prepararea berii („în astfel de beri în Breven și Syeden nu trebuie folosit nimic mai mult decât malț, hamei și apă”).

### Landshut
În 1493 ducele George de Bavaria a emis un regulament pentru Ducatul de Bavaria-Landshut prin care producătorul de bere avea voie să folosească doar malț, hamei și apă „evitând astfel pedepsirea corpului și proprietății sale”.

## Reglementarea din 1516

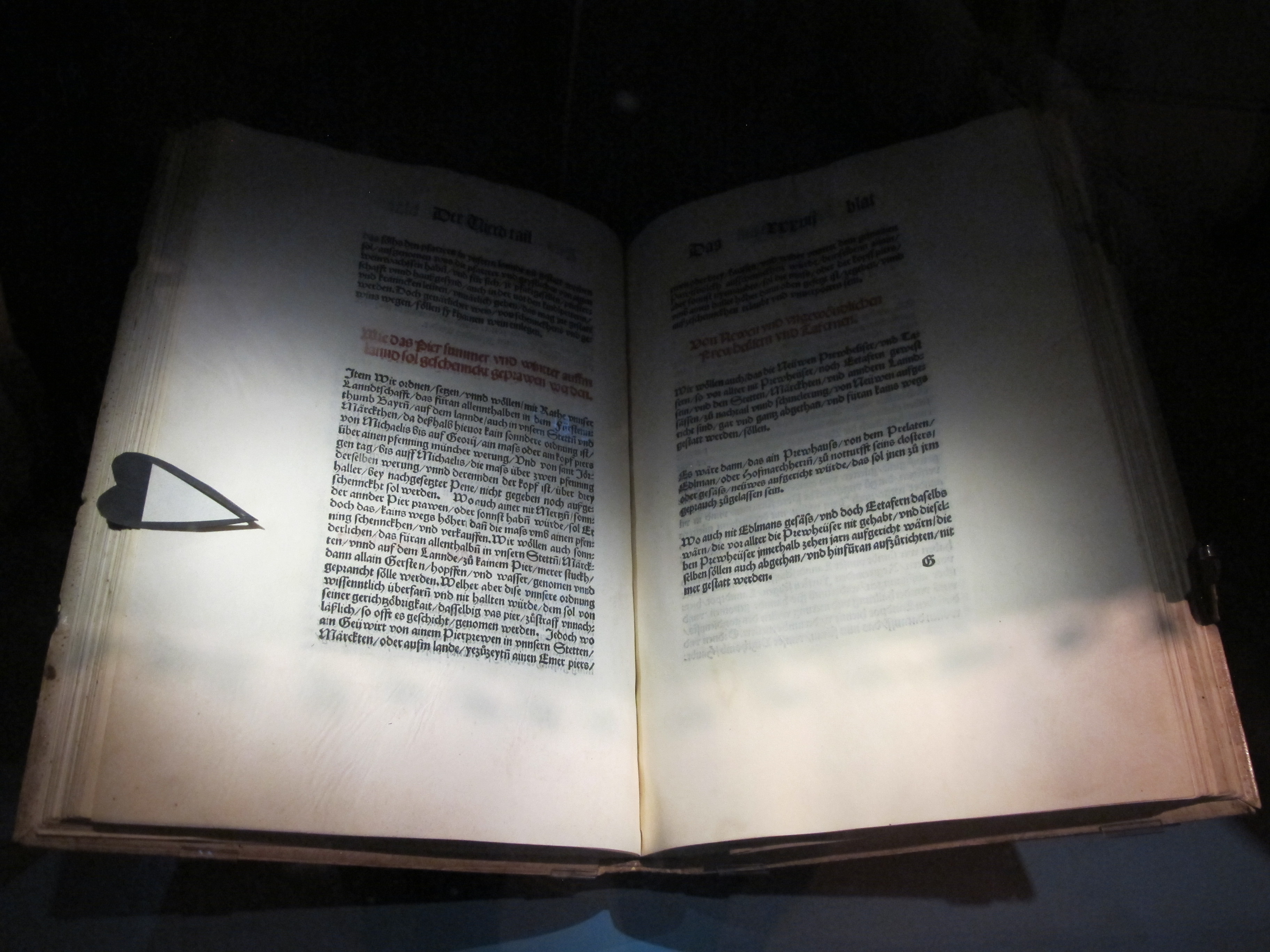
Reglementarea emisă în Bavaria în 1516 (Expoziția landului Bavaria, 2016)

După reunificarea ducatelor bavareze, au fost armonizate și diferitele drepturi funciare bavareze. Noua reglementare a fost emisă pe 23 aprilie 1516 la Ingolstadt de către ducii Bavariei, Wilhelm al IV-lea și Ludovic al X-lea. Faptul că noua reglementare menționează orzul și nu malțul, indică faptul că fiii ducelui Albert al IV-lea s-au referit la „Legea purității de la München” emisă de tatăl lor și nu la ulterioara „Lege a purității de la Landshut”. Așa-numita „Lege bavareză a purității” reglementa prețurile, pe de o parte, și ingredientele pentru fabricarea berii, pe de altă parte.
Reglementările privind producția au fost un răspuns la numeroase plângeri legate de calitatea berii. Fixarea oficială a prețului berii în mod repetat a fost un motiv major pentru contrafacerea berii. Mulți producători au scăzut calitatea berii în scopul de a obține profituri în ciuda creșterii prețurilor materiilor prime și a condițiilor regionale diferite.
Un alt motiv al emiterii reglementărilor au fost problemele legate de aprovizionarea cu alimente, cerealele ca grâul și secara fiind rezervate brutarilor. Chimistul Udo Pollmer consideră că folosirea hameiului se datora efectului său calmant și de conservant. Aceasta a avut ca urmare interzicerea utilizării plantelor ca măselarița sau a altor ingrediente cu efect amețitor. Etnobotanistul Christian Rätsch considera Legea bavareză a purității ca o lege timpurie anti-drog: există suspiciunea că mai ales utilizarea plantelor rituale păgâne se dorea intenționat suprimată. Mătrăguna sau beladona, macul de grădină, atropa, nucșoara și pelinul au fost aditivi psihoactivi folosiți la producerea berii în Evul mediu.
Eva Barlösius susține că reglementarea bavareză nu a fost o reacție la problemele de sănătate, așa cum se argumentează adesea, ci a avut scopul de a oferi fabricilor de bere locale un avantaj în competiție deoarece în Renania și nordul Germaniei la acea vreme se foloseau la fabricarea berii plante care nu creșteau în Bavaria.
În ceea ce privește motivul utilizării drojdiei nu există informații, dar se poate presupune că existența microorganismelor din drojdie era necunoscută. Acest fapt este valabil doar în măsura în care modul exact de acțiune al drojdiei în fermentația alcoolică nu era cunoscut. Producătorii de bere adăugau drojdie de la ultimul proces de fermentație la următorul amestec ce urma să fie fermentat. „Drojdierul”, o profesie independentă în fabricarea berii în Evul Mediu, întreținea și înmulțea drojdia în pauzele dintre procesele de fabricare a berii. În München în 1481 a apărut disputa dintre brutari și berari generată de obligația brutarilor de a cumpăra de la berari surplusul de drojdie obținut în timpul fermentației berii, conform unui vechi obicei.
Afirmația larg răspândită că Legea bavareză a purității este cea mai veche lege alimentară din lume este o declarație de marketing a industriei berii din Bavaria. Codul lui Hammurabi din secolul al XVIII-lea î.Hr. conținea în paragrafele 108-111 instrucțiuni despre cum trebuiau tratați oamenii care serveau berea, fără a menționa din ce se producea berea.
Contrar viziunii larg răspândite cu privire la continuitatea Legii purității, reglementările privind fabricarea berii emise în Bavaria începând din 1516 au existat doar o perioadă scurtă de timp. Un decret ducal din 1551 a permis utilizarea coriandrului și dafinului ca ingrediente suplimentare în berea bavareză, dar a interzis în mod expres utilizarea altora ca dafne. Ordonanța bavareză din 1616 a permis, de asemenea, folosirea sării, ienupărului și chimenului.
În 1548 baronul Hans al VII-lea de Degenberg a primit privilegiul de a produce bere din grâu la nord de Dunăre, chiar dacă grâul nu era permis la fabricarea berii conform reglementărilor din 1516. La moartea ultimului moștenitor pe linie masculină al familiei Degenberg în 1602, privilegiul producerii berii din grâu a revenit ducelui Bavariei, Maximilian I, care a construit mai multe fabrici în acest scop.

## Legislație actuală
Abia în cursul secolului al XIX-lea interzicerea utilizării altor ingrediente decât malțul de orz și hamei pentru producerea berii a fost din nou reglementată prin lege în Bavaria.
După fondarea Imperiului German în 1871 situația juridică în diferitele sale teritorii era neuniformă. Legea impozitării berii din 3 iunie 1906 a reglementat producția de bere în nordul imperiului. Malțul din orz, hameiul, drojdia și apa au fost permise ca ingrediente pentru berea cu fermentație scăzută. Pentru berea cu fermentație superioară a fost permisă folosirea altor tipuri de malț, zahăr din trestie de zahăr sau din sfeclă de zahăr, zahăr invertit, glucoză și coloranți obținuți din zahăr (caramel) și diferiți îndulcitori. Aceste reglementări nu se refereau la berea obținută în casă în cantități mici.
Legea privind accizarea berii din 9 iulie 1923 a preluat regulile din 1906. Legea prevedea excepții privind prepararea berilor speciale și a celor destinate exportului. Totuși, aceste excepții nu se aplicau fabricilor de bere din sudul Germaniei (Bavaria, Baden și Württemberg) cărora, de asemenea, nu li s-a permis să folosească zahăr sau coloranți obținuți din zahăr pentru berea cu fermentație superioară.
După Al Doilea Război Mondial, utilizarea altor aditivi ca fulgii de cartofi, pulpa de sfeclă de zahăr, mei și zahăr a fost permisă pentru o perioadă în zona de ocupație americană și britanică cu excepția Bavariei.
În Republica Democrată Germană ingredientele autorizate pentru fabricarea berii cuprindeau (în afară de apă, hamei și malț) orzul crud, grișul din orez, grișul din porumb, zahărul, colorantul caramel, zaharina de sodiu, concentratul de pepsină, acidul lactic, sarea, taninul, preparatele cu silicagel și acidul ascorbic.
În Republica Federală Germania odată cu Legea accizării berii din 14 martie 1952 au fost revizuite regulile stabilite în 1923. Landul Bavaria a continuat să aplice „legea purității absolute” care excludea utilizarea zahărului, a coloranților din zahăr și a îndulcitorilor la prepararea berii cu fermentație superioară.
În urma unui proces intentat de Comisia Europeană în 1984, Curtea Europeană de Justiție s-a pronunțat la 12 martie 1987 că interzicerea vânzării sub denumirea de „bere” în Germania a berilor străine care nu respectau normele germane, încălca libertatea de circulație a mărfurilor prevăzută de Tratatul CEE. Limitarea folosirii termenului „bere” numai pentru produsele care respectau legea germană privind puritatea nu a fost considerată justificată de cerințe imperative pentru protecția consumatorilor, deoarece regulile pentru etichetare erau suficiente în acest scop. Ca urmare, interzicerea absolută a vânzării berii care conține aditivi a fost stabilită ca nejustificată deoarece era o măsură disproporționată și nu era conformă cu articolul 36 din Tratatul CEE (vezi art. 30 al Tratatului de la Roma, astăzi art. 36 al Tratatului privind funcționarea Uniunii Europene - motive imperative pentru binele comun).
Prin noua versiune a Legii privind accizarea berii din 1993 au fost preluate regulile vechii legi privind producția de bere și a „Legii purității” sub numele de Legea provizorie a berii. De asemenea, a fost permisă utilizarea extractelor de hamei precum și folosirea polivinilpolipirolidonei în procesul de clarificare a berii. Prin Ordonanța de aprobare a aditivilor din 1998 adăugarea coloranților a fost interzisă dacă berea pe etichetă se specifica „produsă conform Legii germane de puritate”. În prezent Ordonanța privind aditivii alimentari reglementează toate aceste aspecte.
Ceea ce poate fi descris drept bere este reglementat de Ordonanța privind berea din 2005 care instituie reguli standardizate de producție. Reglementări deosebit de stricte se aplică doar producției de bere cu fermentație inferioară din Germania pentru piața germană. În urma deciziei din 1987 a Curții Europene de Justiție berea importată în Germania nu este supusă respectării reglemntărăilor germane privind producerea berii. Berăriile germane se pot abate de la această regulă, de asemenea, dacă produc bere cu fermentație inferioară pentru export sau primesc o aprobare de exceptare pentru „berile speciale”.
Pentru accizarea produselor considerate „bere” prevederile legale naționale sunt coroborate cu Regulamentul European (CEE) Nr. 2658/87 (privind Nomenclatura Combinată).